# Tihomir Begić
Tihomir Begić (Posuški Gradac, Posušje, 9. srpnja 1957.), pjesnik i novinar. 
Nakon završetka Gimnazije u Posušju, diplomirao hrvatsko-srpski jezik na Pedagoškoj akademiji u Mostaru, a potom na Filozofskom fakultetu u Novom Sadu. Na Sveučilištu u Mostaru na Fakultetu filozofsko-humanističkih znanosti diplomirao je novinarstvo. Na Fakultetu političkih znanosti u Zagrebu završava magisterij iz Međunarodnih odnosa.  
Djela:
- "Odsjaj daljina" (pjesme, 1996.),
- "Posuški zbornik" (u koautorstvu, 1996.),
- "Ljetopis posuški" (u koautorstvu, 1998.),
- "Suze za tobom" (pjesme, 1999.).